# アプソゾア
アプソゾア(Apusozoa)は、鞭毛を持った原生生物を含む生物の分類である。通常、約5-20 μmの大きさで、土壌や水中に棲息し、細菌を餌としている。細胞の背面にテカ (en:Theca) と呼ばれる薄い膜質を持つことに基づき、分類される。
古代ギリシア語で、「足のない」(ἄπους)「動物」(ζῷον)という言葉に因んで命名された。

## 分類
アプソゾアに含まれる生物は1997年に提唱されてから移り変わってきた。2013年の分類によれば大きく2つのグループに分けられる。
| 綱             | 目                           | 属                                                                        |
| -------------- | ---------------------------- | ------------------------------------------------------------------------- |
| Thecomonadea   | アプソモナス目 Apusomonadida | Amastigomonas, Apusomonas, Manchomonas, Multimonas, Podomonas, Thecamonas |
| ブレビアテア綱 | Breviatida                   | Breviata, Subulatomonas, Pygusia                                          |

かつては、アンキロモナス目、Diphylleida (コロディクティオンなど)、ヘミマスティクス目、マンタモナス属 Mantamonas などもアプソゾアに分類されていた。

## 特徴
細胞の前方付近に2本の鞭毛を持つ。このうち1本を前面に向けながら、もう1本を側面に沿って滑るように動かすことで移動する。
ミトコンドリアのクリステの形は管状である。この特徴は、かつては分類間の関係の良い指標と考えられたが、現在では、近い関係でも異なることが知られている。

## 真核生物の他の分類との関係
18S rRNAの配列に基づきリザリアに含められたことがあるが、アプソゾアはリザリアとは近縁の関係にはないと結論付けられている。
鞭毛が2本（かつて含められていたヘミマスティクス目では複数本）であることから、アプソゾアはバイコンタに含められてきた。しかし、分子系統解析によってユニコンタの内群になることが明らかになり、バイコンタ・ユニコンタという鞭毛の数に基づいた名称は適当でないと考えられるようになった。現在ではアプソゾアとかつてのユニコンタに対してはアモルフェアという名前が当てられている。
近年の分子系統解析によればアプソゾアはオピストコンタに近縁であり、両者はオバゾア Obazoa としてまとめられる。ただし、アプソゾアは単系統ではなく、アプソモナス目がオピストコンタの姉妹群になるという解析結果が得られることが多い。
その他、かつてアプソゾアに含まれていた生物はまだ系統的位置付けが不明（orphan）なものが多い。しかし、一部はアモルフェアの姉妹群 CRuMsとして単系統群を形成するという解析結果も得られている。